# 200 American
200 American – amerykański romans filmowy w reżyserii Richarda LeMay z 2003 r.

## Główne role
- Matt Walton - Conrad
- Sean Matic - Ian
- Anthony Ames - Michael
- John-Dylan Howard - Martin
- Mark Ford - Louis
- Gail Herendeen - Sarah
- Lucy Smith - Emily
- Spencer Aste - Ted
- Justin Durishin - Tony